# Таринкот
Таринкот (пушту ترینکوټ) — місто в Афганістані, адміністративний центр провінції Урузган.

## Географія
Таринкот розташований у центрі країни, лежить у Середньоафганських горах на одній з приток річки Гільменд.

### Клімат
Місто знаходиться у зоні, котра характеризується кліматом тропічних степів. Найтепліший місяць — липень із середньою температурою 28 °C (82.4 °F). Найхолодніший місяць — січень, із середньою температурою 2.9 °С (37.2 °F).
| Клімат Таринкота        | Клімат Таринкота | Клімат Таринкота | Клімат Таринкота | Клімат Таринкота | Клімат Таринкота | Клімат Таринкота | Клімат Таринкота | Клімат Таринкота | Клімат Таринкота | Клімат Таринкота | Клімат Таринкота | Клімат Таринкота | Клімат Таринкота |
| Показник                | Січ.             | Лют.             | Бер.             | Квіт.            | Трав.            | Черв.            | Лип.             | Серп.            | Вер.             | Жовт.            | Лист.            | Груд.            | Рік              |
| Середня температура, °C | 2,9              | 4,6              | 10,1             | 16,9             | 21,4             | 26,2             | 28               | 26,6             | 21,3             | 15,5             | 9,1              | 5,1              | 15,6             |
| Норма опадів, мм        | 48.8             | 59.6             | 60.7             | 20.2             | 8.4              | 0                | 1.6              | 0                | 0                | 4.6              | 12.1             | 29.5             | 245.5            |
| Днів з опадами          | 6,6              | 6,6              | 8,3              | 5,2              | 2,2              | 0,1              | 0,3              | 0,1              | 0                | 1                | 2                | 4,6              | 37               |
| Вологість повітря, %    | 59.6             | 58.5             | 53.1             | 44.6             | 35.2             | 25.7             | 26.9             | 29.1             | 28               | 33               | 40.7             | 55.4             | 40.8             |
| ----------------------- | ---------------- | ---------------- | ---------------- | ---------------- | ---------------- | ---------------- | ---------------- | ---------------- | ---------------- | ---------------- | ---------------- | ---------------- | ---------------- |
| Джерело: Weatherbase    |                  |                  |                  |                  |                  |                  |                  |                  |                  |                  |                  |                  |                  |